# The Coming of the Saucers
The Coming of the Saucers là cuốn sách phi hư cấu xuất bản năm 1952 của Kenneth Arnold, nhân chứng ban đầu vụ nhìn thấy 'đĩa bay' và nhà xuất bản tạp chí giật gân Raymond Palmer. Cuốn sách này in lại và mở rộng những bài viết đầu tiên mà cả hai đã cho đăng trên tạp chí Fate của Palmer.  Tác phẩm pha trộn những tài liệu của người thứ nhất được gán cho Arnold với những bản tóm lược của người thứ ba về các báo cáo UFO.
Cuốn sách có sự xuất hiện đầu tiên của "người mặc đồ đen", về sau được Gray Barker mở rộng thành văn hóa dân gian về UFO trong tác phẩm năm 1956 của ông có nhan đề They Knew Too Much About Flying Saucers.

## Nội dung

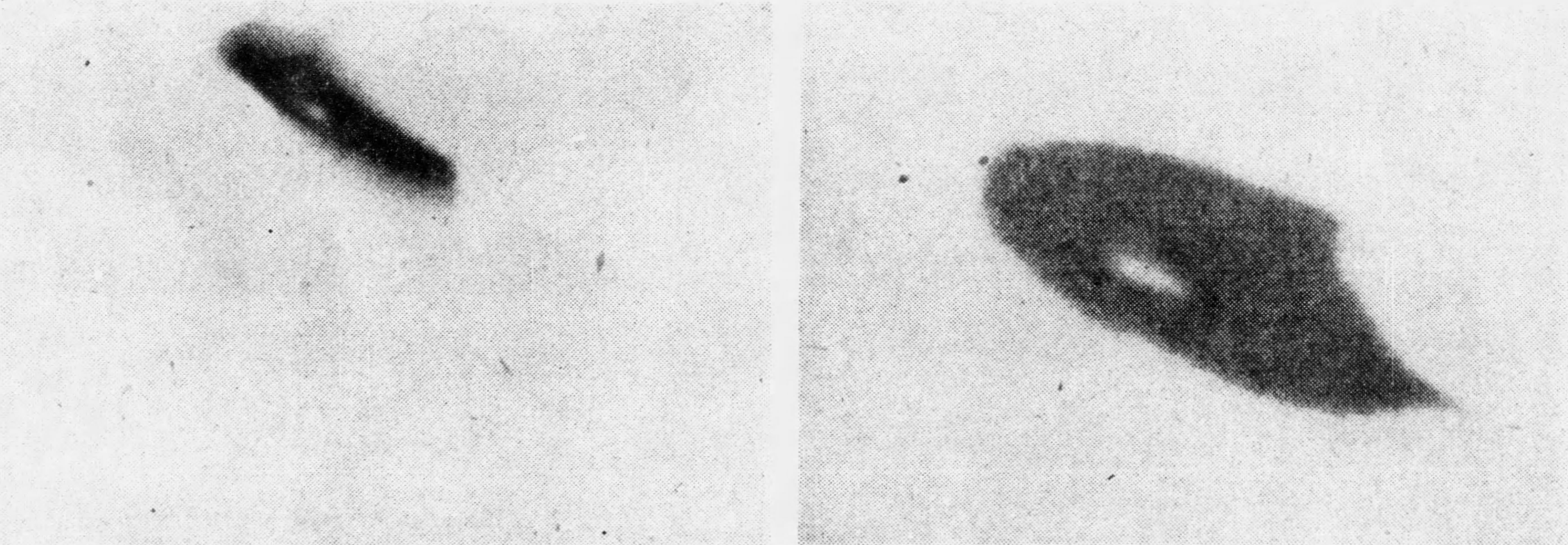
Hình ảnh đĩa bay Rhodes của Phoenix được in lại trong sách này.

Trong chương đầu tiên của cuốn sách có tựa đề "How the Big Story Happened" (Chuyện lớn đã xảy ra như thế nào), Arnold mô tả báo cáo ban đầu của ông về nhóm đĩa bay gần Núi Rainier,  vai trò của ông trong cơn sốt đĩa bay năm 1947, sự cộng tác của ông với phi hành đoàn trong vụ chứng kiến UFO Chuyến bay 105 và Raymond Palmer đã tìm cách liên lạc với ông ấy.
Trong Chương 2,  "The Tacoma Affair" (Vụ Tacoma), Arnold mô tả cuộc điều tra ban đầu về sự kiện đảo Maury của mình và cuộc gặp với Fred Crisman. Trong Chương 3, "The Mysterious Informant" (Người cung cấp thông tin bí ẩn), Arnold tin rằng mình đang bị nghe trộm và triệu tập các điều tra viên quân sự. Chương 4, "Death Takes A Hand" (Cái chết nắm tay), kể về vụ tai nạn của một chiếc B-25 chở các nhà điều tra và một tuyên bố ẩn danh rằng chiếc máy bay đã bị bắn hạ. Chương 5, "Get Out - For Your Own Good!" (Ra ngoài - Vì lợi ích của chính bạn!) mô tả việc Arnold rời khỏi Tacoma.
Chương 6, "Project Saucer Report" (Báo cáo về Dự án Saucer), tóm tắt một báo cáo của J. Allen Hynek về Dự án Saucer, bao gồm Sự kiện UFO Mantell, the Vụ Chiles–Whitted chạm trán UFO và trận không chiến Gorman.  Chương 7, "Comments on the 'Project Saucer' Report" (Nhận xét về Báo cáo '"Dự án Saucer") đề cập đến suy đoán có âm mưu về bí mật quân sự và phân tích hóa học của đá xỉ từ Tacoma.
Chương 8, "One Thousand Years of Flying Saucers" (Một nghìn năm đĩa bay) trình bày chi tiết các báo cáo lịch sử về những lần nhìn thấy UFO bất thường trên không;  Chương 9, "The Strange Foo Fighters" (Foo fighter kỳ lạ), xem xét những lần nhìn thấy UFO trong Thế chiến thứ hai. Chương 10, "Foreign Sightings" (Những vụ chứng kiến UFO ở nước ngoài) và Chương 11 "American Reports" (Báo cáo của Mỹ) lần lượt trình bày chi tiết các báo cáo trong nước và quốc tế từ năm 1947 đến năm 1951.
Chương 12 trình bày phân tích kết luận, trong khi phần còn lại của cuốn sách, Chương 13 "Camera Story of the Saucers" (Câu chuyện máy ảnh về những chiếc đĩa bay), có đống ảnh chụp được cho là của đĩa bay, chẳng hạn như những bức ảnh chụp UFO Rhodes.

## Phản ứng và di sản
Một nhà báo nhớ lại phản ứng đầy hoài nghi của ông đối với cuốn sách này: "Đó là một câu chuyện dựng tóc gáy -- một cuộc phiêu lưu hoàn toàn từ tác phẩm giả tưởng giật gân. Tôi bị mê hoặc, nhưng cũng nghi ngờ: Palmer từng là nhà xuất bản khoa học viễn tưởng, vậy bao nhiêu cuốn sách là sự thật và bao nhiêu là hư cấu?" Nhà điều tra UFO của Không quân Mỹ Edward J. Ruppelt nghi ngờ về tính chính xác của cuốn sách, lưu ý: "Vì câu chuyện của Arnold về những gì ông ấy nhìn thấy ngày hôm đó đã được những kẻ theo chủ nghĩa đĩa bay truyền lại, nên các sự kiện có thật đã bị bóp méo, vặn vẹo và thay đổi. Ngay cả một số điểm trong lời kể của chính Arnold về việc ông ấy nhìn thấy UFO như được xuất bản trong cuốn sách The Coming of the Saucers của mình, cũng không giống với những gì mà hồ sơ chính thức cho biết ông đã nói với Không quân vào năm 1947".
Với vai trò quảng bá văn hóa dân gian về UFO, Palmer sau này được mệnh danh là "Người Phát Minh Ra Đĩa Bay". Nhà văn khoa học phổ thông Martin Gardner lập luận rằng "không ai có thể phủ nhận rằng [Palmer] đã đóng một vai trò to lớn... trong việc thúc đẩy cơn sốt này một cách không mệt mỏi". Cuốn sách đã "thúc đẩy" giả thuyết ngoài hành tinh trong "công chúng ngày càng khao khát đĩa bay". Mặc dù không đi đến kết luận chắc chắn về nguồn gốc của những chiếc đĩa, cuốn sách cho rằng vấn đề này là "cực kỳ quan trọng".
Hiện nay, cơn sốt đĩa bay theo như lời mô tả trong cuốn sách này vốn được coi là một ví dụ về chứng cuồng loạn tập thể. The Coming of the Saucers  được cho là có ảnh hưởng đến Bill Cooper, tác giả của cuốn sách thuyết âm mưu năm 1991 mang tên Behold a Pale Horse đã phổ biến các thuyết âm mưu UFO trong phong trào chống chính phủ cánh hữu.